# Saddleback
Saddleback är ett berg i Storbritannien.   Det ligger i grevskapet Cumbria och riksdelen England, i den centrala delen av landet, 400 km nordväst om huvudstaden London. Toppen på Saddleback är 868 meter över havet, eller 460 meter över den omgivande terrängen. Bredden vid basen är 7,4 km.
Terrängen runt Saddleback är huvudsakligen kuperad.Runt Saddleback är det ganska tätbefolkat, med 70 invånare per kvadratkilometer. Närmaste större samhälle är Penrith, 19,0 km öster om Saddleback. Trakten runt Saddleback består i huvudsak av gräsmarker.